# Дурново, Иван Николаевич (генерал-майор)
Ива́н Никола́евич Дурново́ (20 [31] января 1782—1 [13] июля 1850) — генерал-майор из старинного дворянского рода Дурново, сын генерала от инфантерии Н. Д. Дурново.

## Биография
В 1793 году, за службу своего отца, именным указом императрицы Екатерины II был произведён в прапорщики. Действительная служба Дурново началась лишь в 1799 году в рядах Семёновского полка, с которым он и участвовал в кампании 1807 года против французов; под Фридландом, находясь «в самом жестоком огне», был сильно ранен и за мужество награждён орденом Св. Владимира 4-й степени с бантом.
Произведённый в 1809 году в полковники, Дурново был назначен бригадным командиром резервных батальонов 9-й пехотной дивизии, а в 1810 году ему было поручено ускорить доставку провианта для армии на Дунае. Успешно выполнив это поручение, Дурново, по личному желанию, принял участие в штурме Рущука, командуя охотниками колонны князя А. Г. Щербатова и был ранен в руку.
В 1811 году Дурново получил в командование 18-й егерский, а в начале 1812 года был назначен шефом 29-го егерского полка, находившегося в Дунайской армии.
На театр Отечественной войны Дурново прибыл с своим полком в начале сентября 1812 года и принял участие в столкновениях при селе Теребунь (28 сентября) и Высоко-Литовске (29 сентября), а затем удачным ночным нападением взял Волковыск, занятый корпусом Саксонских войск генерала Ж. Ренье. Награждённый за этот подвиг орденом Св. Георгия 4-й степени, Дурново участвовал затем в ряде сражений корпуса Ф. В. Остен-Сакена с австрийскими войсками.
В кампании 1813 года Дурново, командуя бригадой в составе Силезской армии Блюхера, сражался на реке Кацбах, где был контужен в грудь, под Лобау, Гохкирхеном, Дюбеном и особенно отличился в битве под Лейпцигом, где во главе своей бригады взял штыками укреплённое селение Шёнфельд. В кампании 1814 года Дурново геройски оборонял с своей бригадою Суассон и, отбив все атаки корпусов Мармона и Э. А. Мортье, принудил их к отступлению. За этот подвиг Дурново был награждён золотой шпагой. При взятии Парижа 18 марта 1814 года Дурново, при атаке Монмартра со стороны Клиши, сбил французов с позиции и, преследуя их, наткнулся на три неприятельских орудия. Не останавливаясь ни на минуту, Дурново ударил на них в штыки и взял их вместе с 6 зарядными ящиками. По возвращении в Россию Дурново подал прошение об отставке, но был удержан лестным письмом М. Б. Барклая-де-Толли, который исходатайствовал производство его в генерал-майоры за отличие под Лейпцигом.
Назначенный в 1815 году командиром бригады 15-й пехотной дивизии, Дурново в 1820 году попросил об отставке и 24 ноября 1821 года получил её и поселился в Москве; в 1844 году переехал в Санкт-Петербург.
Умер 1 (13) июля 1850 года и был погребён в селе Салтыково Тверской губернии, в храме Рождества Богородицы напротив амвона.